# Fort de Lestal
Le fort de Lestal (parfois écrit l'Estal ou Lestale), appelé brièvement fort Épernon, est un ouvrage fortifié alpin, situé au nord de la commune de Marthod, dans le département de la Savoie.

## Mission
Le fort de Lestal est un des éléments composant la place forte d'Albertville, chargée de la fin du XIXe siècle jusqu'au début du XXe siècle, en cas de conflit entre le royaume d'Italie et la République française, de défendre l'accès à la combe de Savoie.
Le fort est situé au nord d'Albertville, pour bloquer une tentative de passage par Beaufort et le col des Saisies. Il a été aménagé sur les pentes d'un contrefort du massif des Bauges (la Dent de Cons, culminant à 2 062 mètres d'altitude), surplombant ainsi Ugine, le val d'Arly vers le nord-est avec la route de Megève, ainsi que la vallée de la Chaise vers le nord-ouest où passe la route de Faverges (qui mène ensuite à Annecy). Le fort de Lestal étant à 794 mètres d'altitude, il est complété au-dessus par le blockhaus de l'Alpettaz (à 1 419 m d'altitude ; 45° 44′ 45″ N, 6° 22′ 15″ E).

## Histoire
Par le décret du 21 janvier 1887, le ministre de la Guerre Georges Boulanger renomme tous les forts, batteries et casernes avec les noms d'anciens chefs militaires. Pour le fort de Lestal, son « nom Boulanger » est en référence au duc d'Épernon. Le nouveau nom devait être gravé au fronton de l'entrée. Dès le 13 octobre 1887, le successeur de Boulanger au ministère, Théophile Ferron, abroge le décret. Le fort reprend officiellement son nom précédent.
La construction des fortifications plus en amont, autour de Bourg-Saint-Maurice et de Modane, à la fin du XIXe siècle reporte la place d'Albertville en seconde ligne, tandis que les progrès de l'artillerie rend obsolète les forts Séré de Rivières. Le fort de Lestal reste propriété de l'Armée française jusqu'à sa vente à un particulier à la fin des années 1960.

## Description

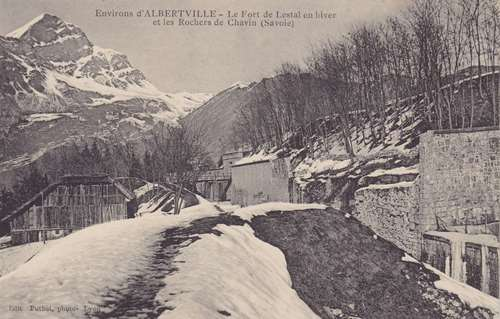

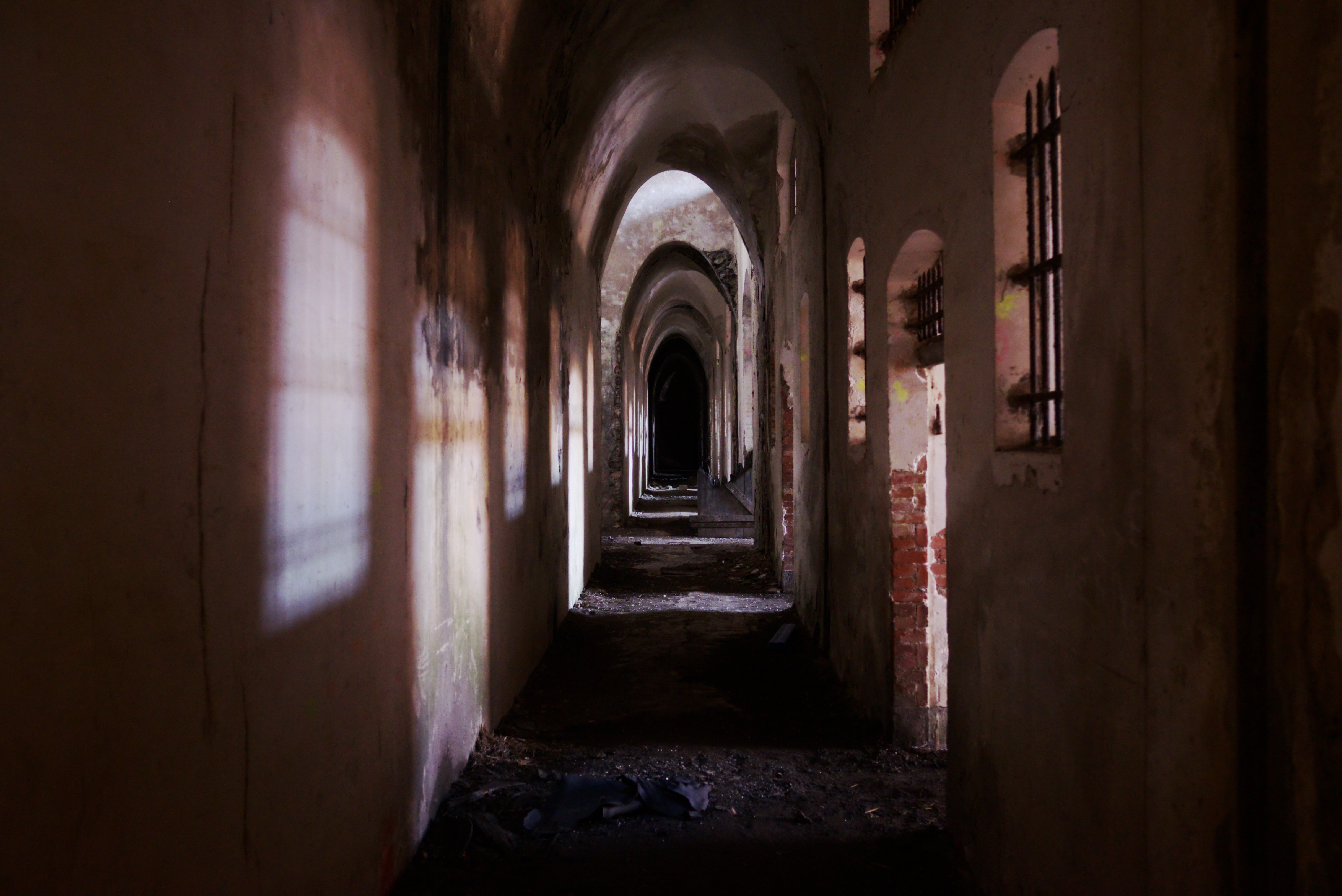
Interieur du fort